# Cereseto (Compiano)
Cereseto è una frazione del comune di Compiano, in provincia di Parma.
La località dista 8,87 km dal capoluogo.

## Geografia fisica
La località appenninica è collocata nell'alta valle del Ceno, ai piedi del monte Pelpi; attorniata da una cornice di campi coltivati, sorge all'interno del fitto bosco di castagni, cerri, querce, pini e faggi.

## Origini del nome
La località, detta Cerasòla in epoca altomedievale, deve il suo nome ai boschi di cerri che la circondano.

## Storia
Il borgo di Cerasòla fu fondato in epoca altomedievale e donato da un re longobardo ai religiosi del monastero di Sant'Ambrogio, ai quali fu confermato nel 832 dall'arcivescovo di Milano Angilberto II; i diritti furono riconfermati anche nel 841 dall'imperatore del Sacro Romano Impero Lotario I. Nell'881 il re d'Italia Carlo il Grosso fece dono all'abate di Sant'Ambrogio anche della cappella di Sant'Ambrogio e di 100 mansi di terre annesse, comprendenti gli abitati di Sidolo, Credarola e Scopolo.
In seguito la zona passò sotto il controllo dei religiosi del monastero di San Sisto di Piacenza.
Intorno alla metà del XII secolo i Malaspina cedettero Cereseto al Comune di Piacenza. Alcuni anni dopo ne vennero in possesso i Platoni, ai quali succedettero vari altri feudatari.
Nel XV secolo la vallata fu acquistata dai Landi. Nel 1682 Gian Andrea III Doria-Landi, nipote della principessa Maria Polissena Landi, ultima della stirpe, alienò lo Stato Landi al duca Ranuccio II Farnese, che lo annetté al ducato di Parma e Piacenza.

## Monumenti e luoghi d'interesse

### Chiesa di San Giacomo Maggiore

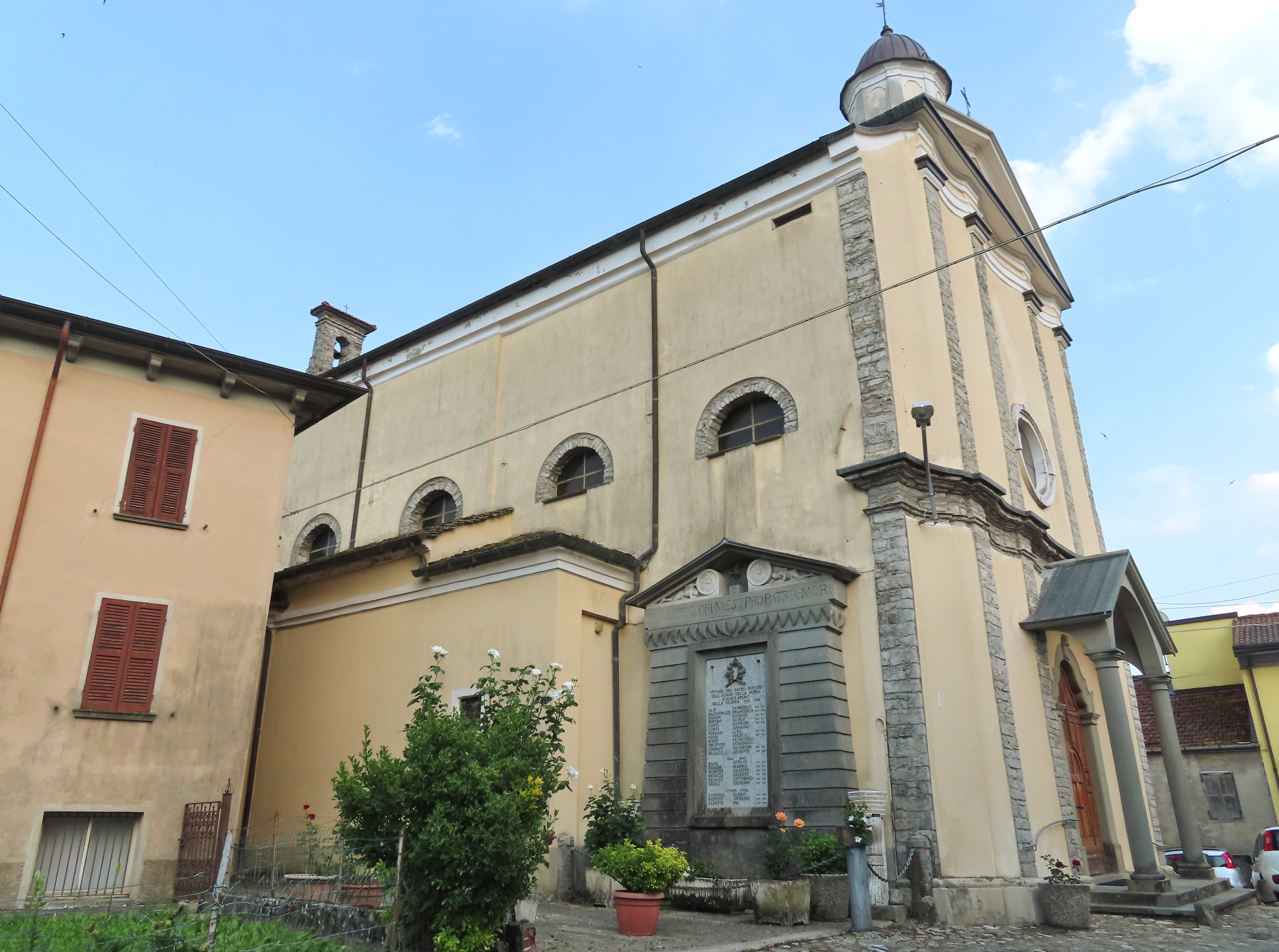
Chiesa di San Giacomo Maggiore

Edificata probabilmente nel XIV secolo, la chiesa fu ricostruita in stile tardo-barocco nel 1899 e riconsacrata l'anno seguente; al suo interno, riccamente decorato con affreschi realizzati nel 1998 da Tiziano Triani, sono presenti sei cappelle laterali; l'edificio ospita numerose statue, un organo e alcuni arredi lignei della seconda metà del XVIII secolo.

### Battistero

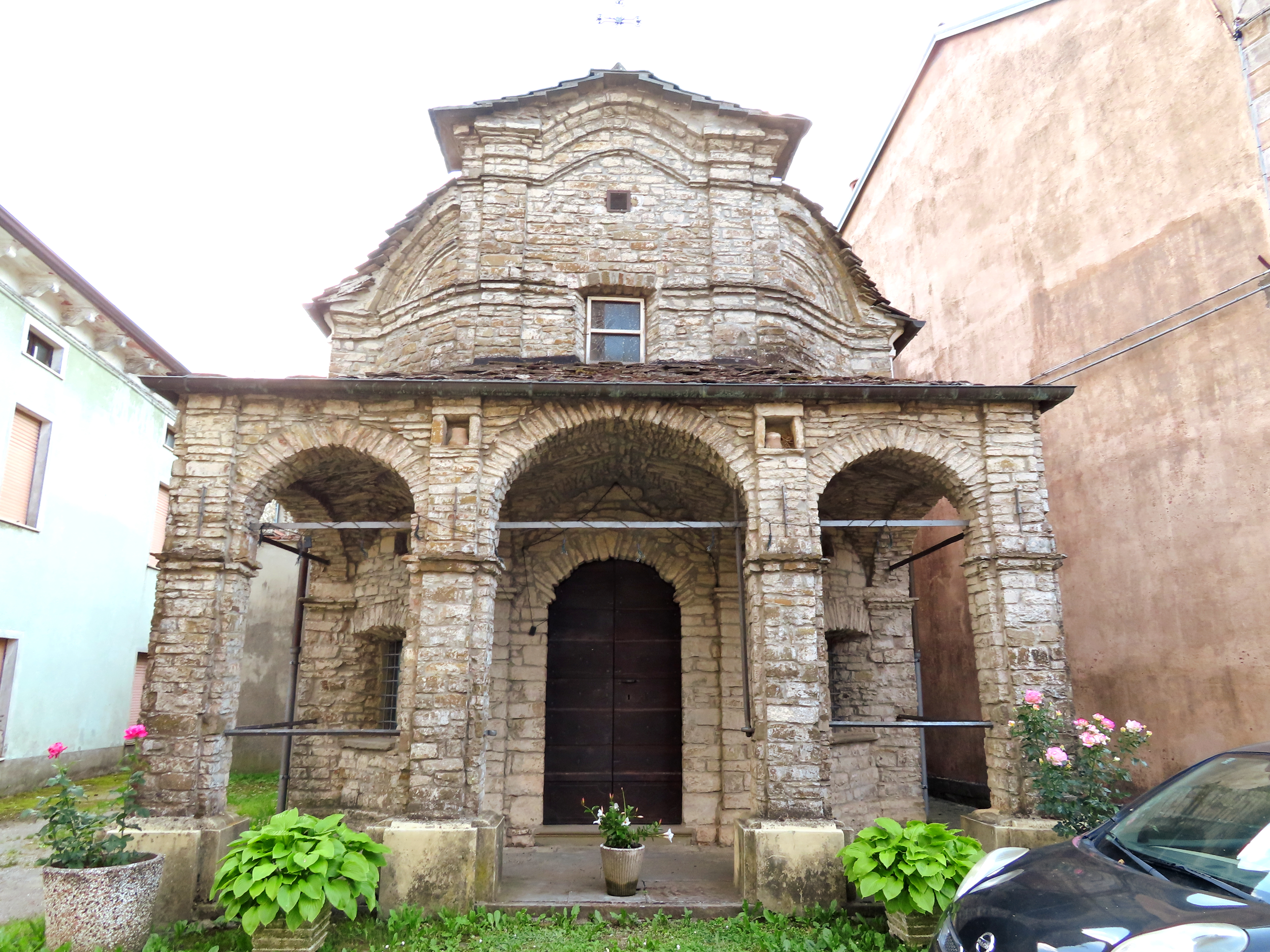
Battistero

Edificato probabilmente prima dell'emanazione dell'editto di Saint Cloud, il battistero barocco in pietra fu restaurato agli inizi del XXI secolo; sviluppato su una pianta ottagonale, è preceduto da un porticato a tre arcate a tutto sesto; decorato sulla volta con affreschi a motivi floreali, ospita al suo interno il fonte battesimale in arenaria; sotto al pavimento si trova infine la camera mortuaria.